# Cratere Seiko
Seiko  è un cratere sulla superficie di Venere.